# Igor Jovanović
Igor Jovanović (n. 3 mai 1989, Zagreb, Republica Socialistă Croația, RSF Iugoslavia) este un fotbalist german liber de contract, care joacă pe post de fundaș.